# Zareh Ier Payaslian
Zareh Ier Payaslian (en arménien Զարեհ Ա Փայասլեան ; né à Marach le 14 février 1915, mort à Beyrouth le 18 février 1963) est un catholicos de la Grande Maison de Cilicie, à la tête du catholicossat du même nom, de 1956 à 1963.
Premier diplômé du séminaire d'Antélias, il est avant son élection primat d'Alep de l'Église apostolique arménienne pendant seize ans.
Sous son catholicossat, Antélias devient membre du Conseil œcuménique des Églises en 1962, et des observateurs sont envoyés au concile Vatican II.